# Manoel de Oliveira
Manoel de Oliveira (11. prosince 1908 Porto – 2. dubna 2015) byl portugalský filmový režisér. Pocházel ze zámožné rodiny, úspěšně podnikal ve vinařství a textilním průmyslu. Začínal koncem dvacátých let jako herec v němém filmu, od roku 1929 tvořil dokumenty. Svůj první celovečerní film Aniki-Bóbó natočil v roce 1942. Filmu se věnoval i ve věku přes sto let; v roce 2012 například natočil film O Gebo e a Sombra a v roce 2014 krátkometrážní dokument O Velho do Restelo. Byl také scenáristou, kameramanem a střihačem, napsal divadelní hru De profundis.
V roce 1985 a znovu v roce 2004 získal Zlatého lva za přínos světové kinematografii. Za svůj film La Lettre byl v roce 1999 oceněn cenou poroty na filmovém festivalu v Cannes. V roce 2014 převzal Řád čestné legie. Jeho vnuk Ricardo Trêpa je herec.

## Vyznamenání
- komtur Řádu svatého Jakuba od meče – Portugalsko, 9. června 1980[3]
- velkokříž Řádu svatého Jakuba od meče – Portugalsko, 29. prosince 1988[3]
- velkokříž Řádu prince Jindřicha – Portugalsko, 13. prosince 2008[3]
- velkodůstojník Řádu čestné legie – Francie, 10. prosince 2014